# Charaxes eurialus
Charaxes eurialus är en fjärilsart som beskrevs av Pieter Cramer 1776. Charaxes eurialus ingår i släktet Charaxes och familjen praktfjärilar. Inga underarter finns listade i Catalogue of Life.

## Bildgalleri

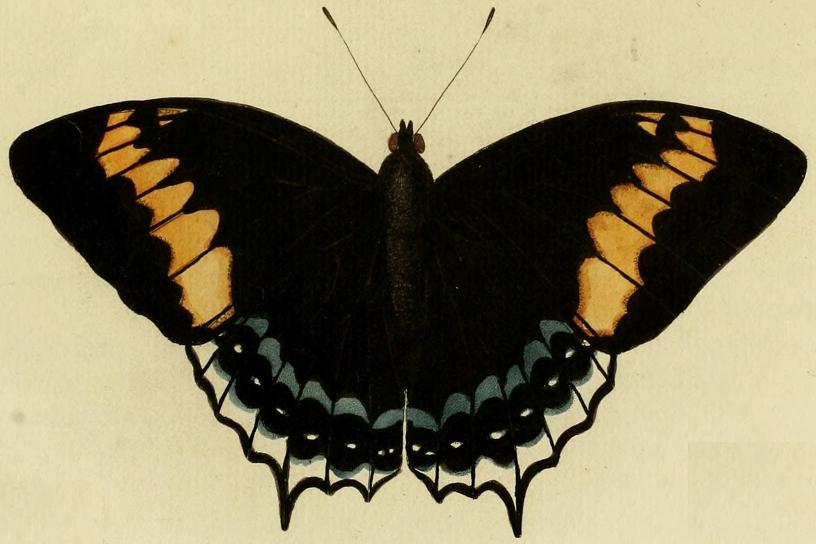
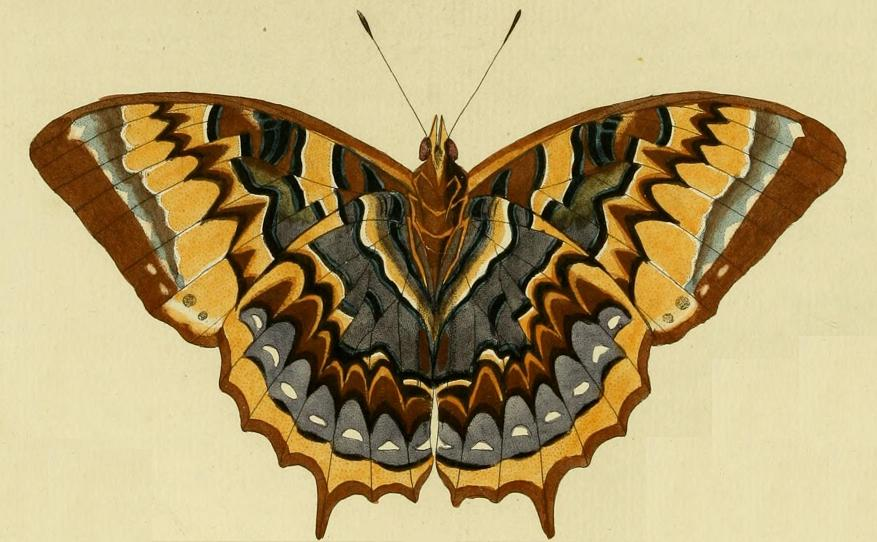
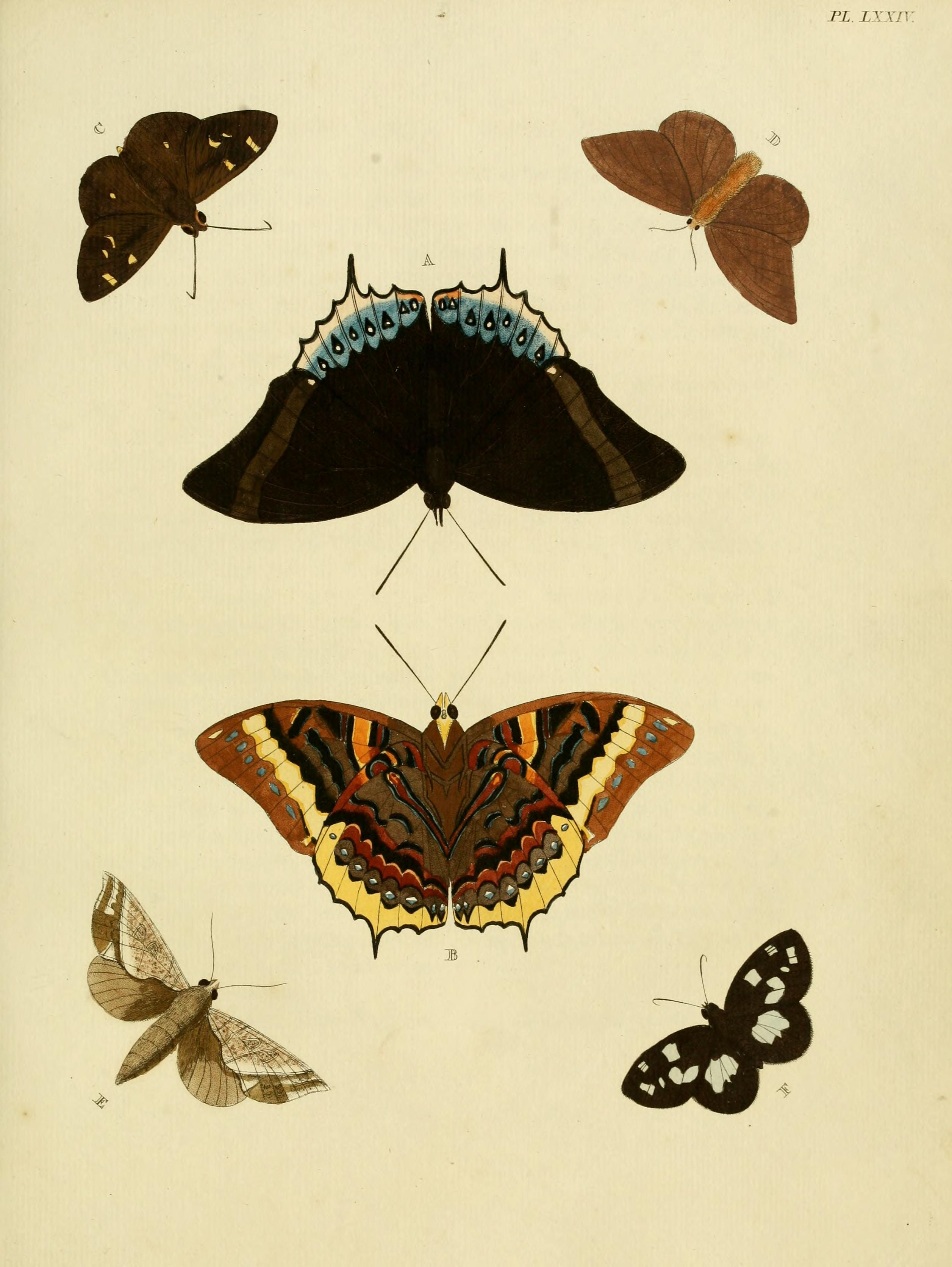
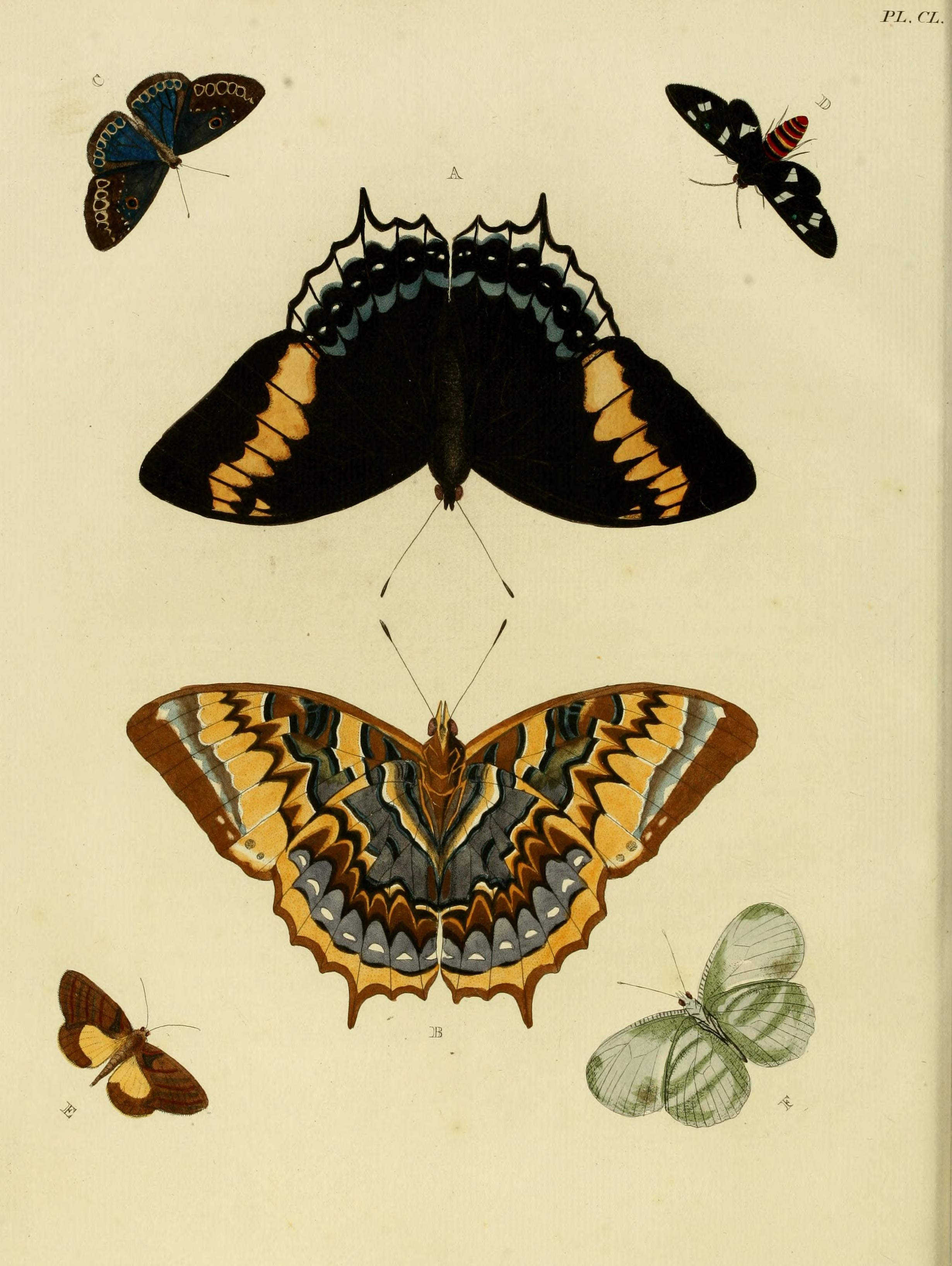